# Hub-Tones
Hub-Tones ist ein Jazz-Album von Freddie Hubbard. Es wurde am 10. Oktober 1962 aufgenommen und im folgenden Jahr von Blue Note Records veröffentlicht.

## Das Album
Hub-Tones war Freddie Hubbards drittes Album für Blue Note und der Beginn seiner Zusammenarbeit mit dem Altsaxophonisten und Flötisten James Spaulding, die sich in der zweiten Hälfte der 1960er Jahre mit den Alben Breaking Point, The Night of the Cookers, Backlash und zuletzt The Black Angel (1969) fortsetzte. Für die Aufnahme von Hub-Tones hatte er sich „ein Hardbop-Quintett zusammengestellt, dass nach den vorangegangenen Experimenten mit Coltranes Rhythmusgruppe wieder mehr Bodenhaftung in den Gruppensound bringen sollte.“ Mit Pianist Herbie Hancock hatte der Trompeter wenige Monate zuvor dessen Blue-Note-Debütalbum Takin’ Off eingespielt; Bassist Reggie Workman war schon bei Hubbards vorangegangener Here to Stay-Session und Schlagzeuger Clifford Jarvis bereits 1960 bei Hubbards Debüt Open Sesame dabei.
Die Hub-Tones-Session „markiert auch Hubbards Ankunft als einer der angesehensten Trompeter und Bandleader des Modern Jazz“; außerdem „etablierte ihn die LP auffallend als meisterhaften Komponisten und Interpret von Standards.“
Einzige Fremdkomposition war das Eröffnungsstück des Albums, der alte Standard You’re My Everything, welchen Harry Warren 1931 für die Ed-Wynn-Show The Laugh Parade geschrieben hatte. Dieses Stück interpretiert die Band um Hubbard im mittleren Tempo. Nach dem Solo des Trompeters ist Spaulding auf dem Altsaxophon zu hören. James Spaulding wird im folgenden, ähnlich „leicht swingenden“ Stück Prophet Jennings als Flötist mit einem Solo herausgestellt. In dem Titelstück Hub-Tones (in den späteren CD-Ausgaben anders als auf der LP in zwei Versionen präsentiert) „eröffnet die einem Maschinengewehr[salven]-ähnliche Figur eine flackernde Blowing Session“, so Bob Blumenthal. Dem folgt das bewegende Lament For Booker, die Totenklage für den im Jahr zuvor im Alter von 23 Jahren verstorbenen Trompeter Booker Little; „Hubbards samtweicher Balladenstil wird gefühlvoll von Spaulding und Hancock unterstützt“. Das Album endet mit dem „feurigen“ For Spee’s Sake.

## Rezeption des Albums
Scott Yanow, der das Album in AllMusic mit viereinhalb Sternen, der zweithöchsten Bewertung, auszeichnete, hebt in seiner Besprechung hervor, dass John Coltranes modale Musik begann, sich auf Hubbards Konzeption auszuwirken; „sein eigenes Spiel schob den modernen Jazz-Mainstream weg, ohne jedoch völlig in die Avantgarde einzutreten.“
Ralf Dombrowski, der das Album in seine Auswahl der wichtigsten Jazzalben aufgenommen hat, stellt zusammenfassend fest, dass es Hubbards „Ruf als primus inter pares seiner Generation“ festigte und „außerdem für sein abstraktes Cover von Reid Miles berühmt“ geworden sei.
Die Kritiker Richard Cook und Brian Morton, die dem Album ebenfalls die höchste Bewertung verliehen, sehen in Hub-Tones eine der berührendsten Aufnahmen Hubbards und heben insbesondere die Rolle James Spauldings hervor. Höhepunkte des Albums sind das Tribut an Booker Little und die Hubbard-Kompositionen Hub-Tones und Prophet Jennings.
Auch Ian Carr zählt das Album zu Freddie Hubbards wichtigsten Werken; es sei „ein klassisches Album der frühen 60er Jahre“. Angesichts des Alters des Bandleader – Hubbard war damals 24 Jahre alt – lobt der Autor dessen optimistisches Spiel, und die Partnerschaft mit dem exzellenten, aber unterbewerteten James Spaulding und die großartige Rhythmusgruppe.

## Titel-Liste
- Hub-Tones (Blue Note BLP 4115, BST 84115, CDP 7 46507-2, CDP 7 84115-2, B1-ST 84115)[7]
  1. You’re My Everything (Harry Warren, Joseph Young, Mort Dixon) 6:35
  2. Prophet Jennings (Hubbard) 5:29
  3. Hub-Tones (Hubbard) 8:22
  4. Lament for Booker (Hubbard) 9:41
  5. For Spee’s Sake (Hubbard) 6:05
- Die CD-Ausgabe CDP 7 84115-2 enthielt Alternate Takes von You’re My Everything, Hub-Tones und For Spee’s Sake[7]